# Zdzisław Naniewicz
Zdzisław Naniewicz (ur. 30 maja 1950 w Mrągowie, zm. 13 marca 2012) – polski matematyk, profesor nauk matematycznych o specjalności analiza niegładka, teoria optymalizacji, nierówności hemiwariacyjne, mechanika ośrodków ciągłych.

## Życiorys
Habilitację otrzymał w 1996, a tytuł profesorski w 2010.  Był dwukrotnie nagrodzony Nagrodą MEN. Pracował na Uniwersytecie  Warszawskim, Politechnice Częstochowskiej i Uniwersytecie Kardynała Stefana Wyszyńskiego w Warszawie.
Pochowany został na cmentarzu komunalnym w Mrągowie.